# Буксгевдени

Герб роду Буксгевденів (ХІІІ століття).

Буксге́вдени, або Буксгеве́дени (нім. Buxhoeveden; рос. Буксгевдены) — німецький шляхетний рід. Первісно були бременськими міністеріалами. Володіли маєтком Буксгеведен (Нижня Саксонія, район Куксгафен, громада Локсштедт, село Бексгефеде). Споріднені із родом Роппів, з якими мають подібний герб. Вперше згадуються в документах під 1185 роком. Мали маєтки в Бременському та Верденському герцогствах. Брали участь в Лівонських хрестових походах, християнізації та німецькій колонізації Лівонії. Частина роду осіла в Лівонії й увійшла до складу балтійського німецького лицарства; вона володіла маєтками в Естляндії й носила баронський титул. Внаслідок підкорення Лівонії данцями та шведами отримала підтвердження своїх станових і майнових прав від данських і шведських королів. 16 грудня 1795 року одна з балтійських гілок роду отримала графський титул від прусського короля Фрідріха Вільгельма II. Після приєднання Лівонії до Російської імперії отримали права російських дворян, зараховувалися до корінного Езельського дворянства Естляндської губернії. Право на графський титул підтверджено наказом російського імператора Павла І від 5 квітня 1797 року; право на баронський титул визнано рішенням російського Сенату від 24 травня 1861 року.  Найвідоміший представник — Альберт фон Буксгевден, засновник Риги (1201), перший ризький єпископ (1199—1229), один із співзасновників Ордену меченосців.

## Герб

### Барони
Герб Буксгевденів — срібний щит із п'ятизубою червоною кроквою. Нашоломник — червона кроква з п'ятьма зубцями, на вершині якої дві срібні лисиці з червоними очима та язиками, що крокують назустріч і впираються одна в одну. Намет — червоний, підбитий сріблом. 
Герб баронів Буксгевденів має баронську корону на шоломі, а також, інколи, — щитотримачів, золотих левів із червоними очима і язиками.

Родовий герб, 1277
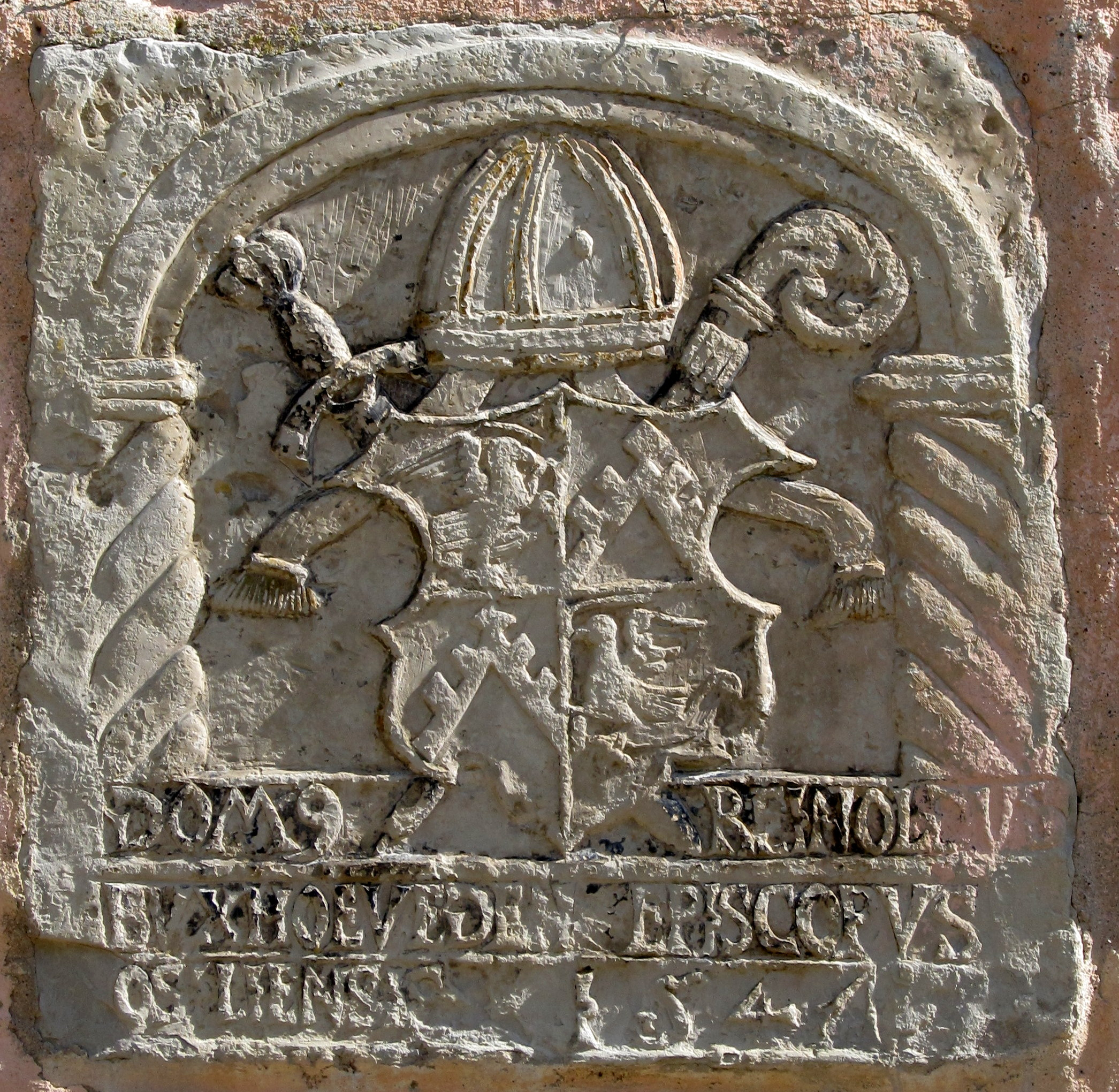
Герб єпископа Рейнольда Фортеця Колувере, 1557
Барони фон Буксгевден «Балтійський гербовник», 1882
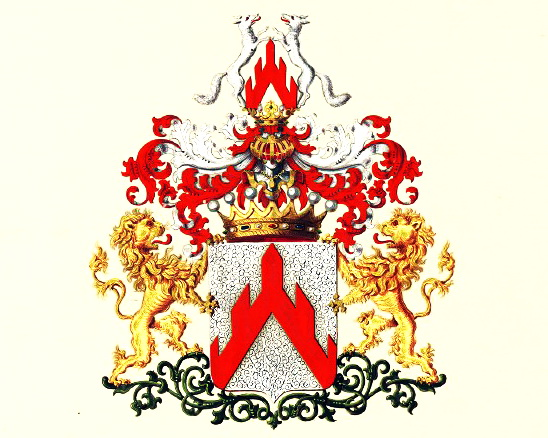
Барони Буксгевдени «Загальний гербовник», 1892

### Графи
Герб графів Буксгевденів — щит розділений на 4 частини; з них 2-ша і 3-тя містять звичайний герб роду Буксгевденів — червону п'ятизубу крокву на срібному тлі, а 1-ша і 4-та — чорного коронованого прусського орла з червоним язиком, золотим дзьобом, ногами і стеблами трилисника в крилах на синьому тлі. Великий щит увінчаний графською короною, на якій стоять три срібні коронованих шоломи із червоною підбивкою. Кожен шолом має окремий нашоломник: центральний — пруського орла з 1-ї і 4-ї частин щита; правий — червону крокву зі срібними лисицями, що крокують назустріч; лівий — руку в латах, що заносить меч. Намет правої сторони — синій, підбитий золотом; лівої сторони — червоний, підбитий сріблом. Щитотримачі — чорний прусський орел праворуч і золотий лев з червоним язиком і піднятим хвостом ліворуч.
Після отримання російського підданства герб графів Буксгевденів був змінений за наказом імператора Павла І від  1797 року. На великий щит герба наклали малий російський імперський герб — золотий щит із коронованим чорним орлом, на грудях якого був вензель Павла І. 

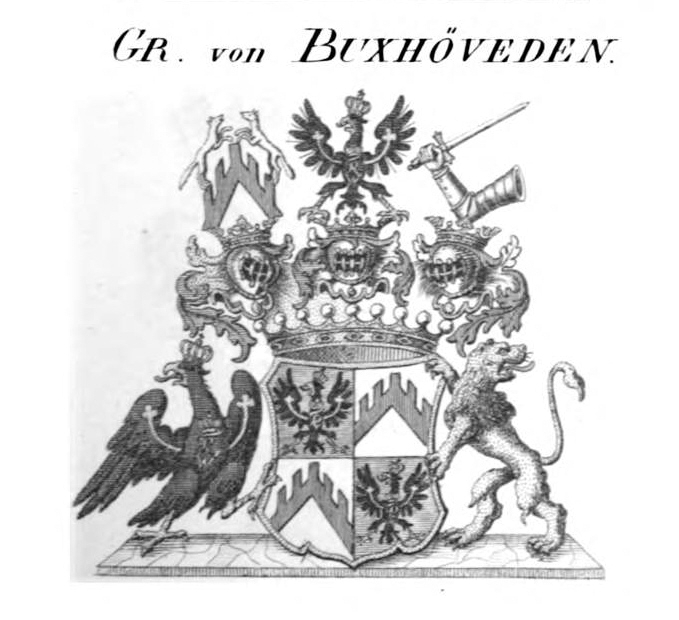
Прусський графський герб 1865
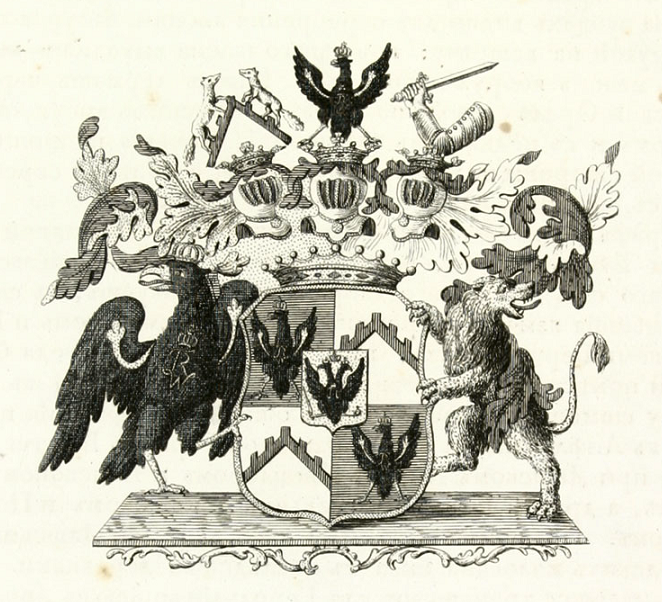
Російський графський герб «Загальний гербовник», 1798
Російський графський герб «Балтійський гербовник», 1882

## Представники
- Альберт фон Буксгевден (1165—1229) — перший ризький єпископ.
- Герман фон Буксгевден — перший дерптський єпископ.
- Рейнгольд фон Буксгевден — езельський єпископ.
- Фрідріх Вільгельм фон Буксгевден (1750—1811) — російський генерал в часи наполеонівських воєн.
- Буксгевден Софія Карлівна (1883—1956) — російська фрейліна.